# Belarussische Poolbillard-Meisterschaft 2020
Die belarussische Poolbillard-Meisterschaft 2020 war die zehnte Austragung der nationalen Meisterschaft in der Billardvariante Poolbillard. Gespielt wurden die Disziplinen 8-Ball und 9-Ball.
Die Wettbewerbe wurden an zwei Wochenenden ausgetragen, die 8-Ball-Wettbewerbe fanden vom 3. bis 4. Oktober 2020 statt und die 9-Ball-Turniere vom 14. bis 15. November. Austragungsort war der BK Arena in der belarussischen Hauptstadt Minsk. Die ursprünglich im Frühjahr geplanten Wettbewerbe im 10-Ball und 14/1 endlos wurden aufgrund der COVID-19-Pandemie abgesagt.
Die Rekordmeisterin Marharyta Fjafilawa gewann beide Damenwettbewerbe; im 8-Ball-Finale setzte sie sich gegen Darja Tscheprassowa mit 5:3 durch und im 9-Ball gewann sie mit 6:3 gegen Titelverteidigerin Jana Halliday.
Bei den Herren war Uladsislau Zyrykau mit jeweils einer Gold- und Bronzemedaille am erfolgreichsten. Pawel Rjabzeu zog zweimal ins Finale ein, verlor aber beide Endspiele. Während er im 8-Ball Uladsislau Zyrykau mit 4:6 unterlag, musste er sich im 9-Ball mit 5:7 dem 16-jährigen Mikita Palujan geschlagen geben, der damit erstmals nationaler Meister wurde.

## Medaillengewinner
| Wettbewerb      | Gold                | Silber              | Bronze              |
| --------------- | ------------------- | ------------------- | ------------------- |
| Herren – 8-Ball | Uladsislau Zyrykau  | Pawel Rjabzeu       | Andrej Adericho     |
| Herren – 8-Ball | Uladsislau Zyrykau  | Pawel Rjabzeu       | Jahor Parubez       |
| Herren – 9-Ball | Mikita Palujan      | Pawel Rjabzeu       | Uladsislau Zyrykau  |
| Herren – 9-Ball | Mikita Palujan      | Pawel Rjabzeu       | Uladsislau Schopik  |
| Damen – 8-Ball  | Marharyta Fjafilawa | Darja Tscheprassowa | Jana Halliday       |
| Damen – 8-Ball  | Marharyta Fjafilawa | Darja Tscheprassowa | Miljana Murha       |
| Damen – 9-Ball  | Marharyta Fjafilawa | Jana Halliday       | Ljubou Kasatschenka |
| Damen – 9-Ball  | Marharyta Fjafilawa | Jana Halliday       | Aljaksandra Karnej  |